# Sarah Harmer
Pour les articles homonymes, voir Harmer.
Sarah Harmer, née le 12 novembre 1970 à Burlington (Ontario), au Canada, est une chanteuse, auteure-compositrice-interprète et militante canadienne.

## Biographie

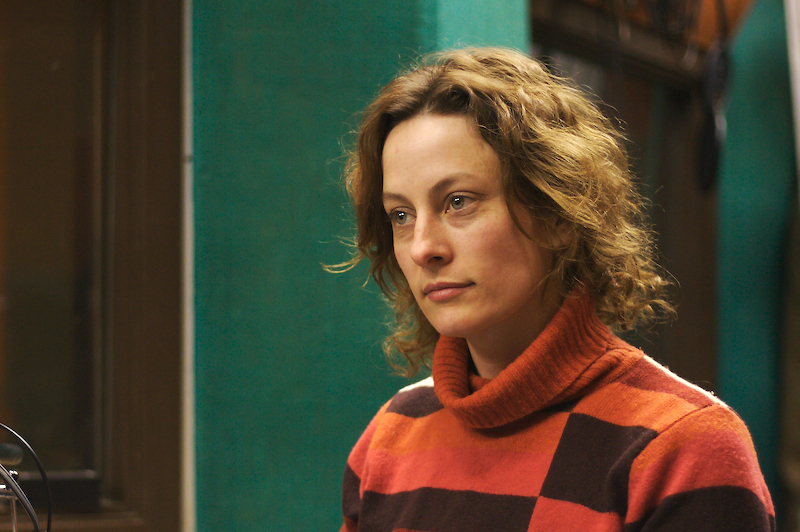
Sarah Harmer en 2007.